# Джон Траволта
Джон Траволта (на английски: John Travolta) е американски актьор, танцьор и певец, станал популярен през 1970-те с ролите си в „Треска в събота вечер“ и „Брилянтин“.  В най-добрата си форма Траволта е висок 188 см.

## Биография
Роден в Енгълуд, Ню Джърси, на 18 февруари 1954 г., той е най-малкото от 6 деца. Баща му е от италиански произход, а майка му от ирландски. На младини майка му е актриса и певица, но по-късно става учителка. Той е сциентолог и също така лицензиран пилот и притежава 5 самолета. Номиниран е за Оскар и за Златен глобус.
Джон Траволта е женен за актрисата Кели Престън. Имат три деца – синове Джет (1992 – 2009 г.) и Бенджамин (р. 2010 г.) и дъщеря Ела Блу (р. 2000 г.). Джет умира на 2 януари 2009 г., на 16 години, след пристъп, докато семейството е във ваканция на Бахамските острови . През септември същата година Траволта и Престън потвърждават спекулациите, че синът им Джет е страдал от аутизъм.
Съпругата му Кели Престън почива на 12 юли 2020 г. от рак на гърдата.

## Избрана филмография
- Момчето от стерилната стая (1976)
- Кери (1976)
- Треска в събота вечер (1977)
- Брилянтин (1978)
- Градски каубой (1980)
- Да оцелееш (1983)
- Виж кой говори (1989)
- Виж кой говори 2 (1990)
- Криминале (1994)
- Виж кой говори сега (1993)
- Игра на пари (1995)
- Код „Счупена стрела“ (1996)
- Феномен (1996)
- Майкъл (1996)
- Тя е толкова прекрасна (1997)
- Лице назаем (1997)
- Луд град (1997)
- Първични цветове (1998)
- Тънка червена линия (1998)
- Гражданско дело (1998)
- Дъщерята на генерала (1999)
- Бойно поле Земя (2000)
- Парола: Риба меч (2001)
- Семеен сблъсък (2001)
- Първично (2003)
- Наказателят (2004)
- Стълба 49 (2004)
- Любовна песен за Боби Лонг (2004)
- Игра по ноти (2005)
- Като Рокерите (2007)
- Лак за коса (2007)
- Гръм (2008)-Гръм (глас)
- Ударът „Пелам 123“: Отвличане в метрото (2009)
- От Париж с Любов (2010)
- Диваци (2012)
- Опасен гост (2013)

## Песни
- Sandy,
- That's a prety fucking good milkshake,
- Razzamatazz,
- EasyEvil,
- Let her in,
- Barbara Allen,
- Greased lightnin,
- Rockin' and a Rollin

С Оливия Нютън-Джон
- You're the one that I want
- Summer nights
- The Grease Megamix
- Tell me more
- This Christmas V.I.P
- I Think You Might Like It V.I.P